# Oswald von Richthofen (Diplomat, 1908)
Oswald Freiherr von Richthofen (* 10. November 1908 in Jena; † 9. September 1994 in Bonn) war ein deutscher Jurist und Diplomat.

## Leben
Freiherr von Richthofen wurde 1908 als Sohn des Juristen Dieprand von Richthofen, später Vizepräsident am Reichsgericht, in Jena geboren. Er besuchte die humanistische Thomasschule zu Leipzig und studierte danach Rechtswissenschaften an der Universität Leipzig und Friedrich-Wilhelms-Universität Berlin. Seine Staatsexamen erwarb er 1930 und 1934 (nach Referendarstation am Oberlandesgericht Dresden). Im Jahr 1935 wurde er in den Auswärtigen Dienst aufgenommen. Im selben Jahr trat er der SS bei. Er arbeitete in Kopenhagen, Budapest, Wien und Kalkutta. 1943 wurde er zur Wehrmacht eingezogen und diente zuletzt als Leutnant.
1951 übernahm ihn die Bundesrepublik in den diplomatischen Dienst. Sein erster Auslandsaufenthalt war als Gesandtschaftsrat I. Klasse in Dublin. Von 1954 bis 1955 war er in Bonn tätig. Von 1955 bis 1963 leitete er die deutsche Vertretung (ab 1959 Botschaft) in Djidda (Saudi-Arabien und Jemen). Von 1963 bis 1965 war er Botschafter in Khartum (Sudan) und von 1966 bis 1970 in Singapur. Außenminister Walter Scheel schickte ihn, um die ungünstige Alterspyramide des Außenministeriums abzubauen, vorzeitig in den einstweiligen Ruhestand.